# باتز-سور-مر
باتز-سور-مر (به فرانسوی: Batz-sur-Mer) یک کمون (فرانسه) در فرانسه است که در لوآر-آتلانتیک واقع شده‌است. باتز-سور-مر ۹٫۲۷ کیلومتر مربع مساحت دارد ۱۲ متر بالاتر از سطح دریا واقع شده‌است.